# Concert per a arpa (Ginastera)
El Concert per a arpa i orquestra, op. 25, és una composició de 1956 d'Alberto Ginastera, estrenada el 1965 amb Nicanor Zabaleta a l'arpa i l'Orquestra de Filadèlfia dirigida per Eugene Ormandy. El va dedicar a Edna Phillips, que l'havia comissionat.

## Moviments
Comprèn tres moviments amb una durada total aproximada de 23 minuts:
- I Allegro giusto
- II Molto moderato
- III Liberamente capriccioso-Vivace

## Orquestració
L'obra presenta una orquestració clàssica:
- Arpa
- Vent: 2 flautes, flautí, 2 oboès, 2 clarinets en si bemoll, 2 fagots, 2 corns en fa, 2 trompetes
- Cordes: violins, violes, violoncels, contrabaix.
- Percussió: timbals, cròtals, bongó, tom-tom, esquellots, claus, güiro, maraca, blocs de fusta, fuet, bombo, tambor, pandereta, platerets, xilòfon, i celesta.